# Орбельская Триодь

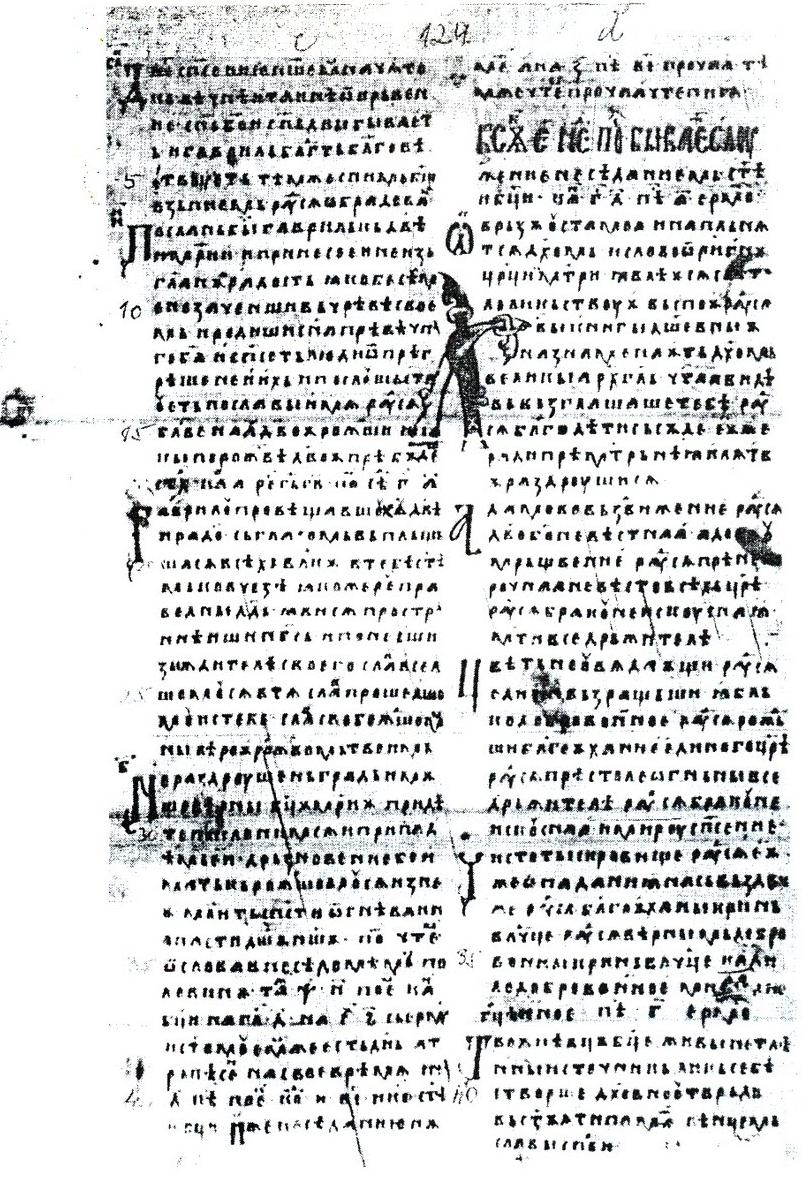
Страница из триоди

Орбельская Триодь — среднеболгарский литературный памятник второй половины XIII века. Состоит из 241 + 4 пергаментных листа. Получила свое название от деревни Орбеле, ныне Албания, где была найдена. Происходит из Охридской книжной школы. Рукопись представляет собой постную и цветную триодь (триодь-пентикостарион). По Стефану Кожухарову, в тексте впервые встречается системная запись слогов для пения с помощью растянутого письма. Это означает повторение гласной, на которой поется определенный музыкальный элемент. Текст в рукописи дан так, как если бы он был исполнен в пении — в литургическом произношении. В 4 песнопениях в триоди есть заметная модуляция голоса, что очень редко встречается в славянских рукописях.
Рукопись попала в руки Стефана Верковича в 1873 году. Сейчас она хранится в Российской национальной библиотеке (№ F.п. I.102, Вяз. F.124/4, Вяз. F.124/10).